# La Charité
La Charité est une peinture allégorique réalisée a tempera et huile sur panneau par Piero Pollaiuolo en 1469. Elle est conservée à la Galerie des Offices à Florence. Le tableau est une personnification de la Charité accompagnée d'un enfant qu'elle protège et allaite.

## Histoire
Le Tribunale della Mercanzia de Florence (l'organisme supervisant toutes les guildes de la ville) a commandé à l'artiste sept œuvres représentant les vertus catholiques dans un contrat daté du 18 août 1469. Elles étaient destinées à décorer les dossiers des sièges de sa salle d'audience sur la piazza della Signoria. La Charité fut le premier tableau à être achevé et fut livré en décembre 1469.
La commande fut temporairement transférée au jeune Botticelli, probablement après un retard de Pollaiuolo. Botticelli a produit La Force avant les protestations bruyantes de Pollaiuolo et de son frère Antonio qui ont déclaré qu'un deuxième contrat le rendait à Piero et que son atelier produisait les six œuvres restantes de la série.
Après le transfert de la magistrature aux Offices, les peintures furent exposées dans la galerie à partir de 1717, après la suppression du Tribunale. Au XIXe siècle, les œuvres étaient dans un si mauvais état de conservation que seule La Prudence était exposée. En 2003, grâce à une donation des joailliers Fratelli Piccini de Florence en l'honneur de leur centenaire, le tableau a été restauré.

## Articles liés
- L'Espérance
- La Foi
- La Tempérance
- La Justice
- La Prudence
- La Force (Botticelli)

## Source de traduction
- (en) Cet article est partiellement ou en totalité issu de l’article de Wikipédia en anglais intitulé « Charity (Pollaiuolo) » (voir la liste des auteurs).